# Águila (moneda)
El  Águila fue una moneda de oro emitida por Estados Unidos entre 1795 y 1933 con un valor de 10 dólares, y que sirvió como unidad base para las emisiones de monedas de oro del gobierno estadounidense, las cuales a su vez estaban basadas en el patrón oro.
El Águila fue la mayor de las cuatro unidades decimales usadas para las monedas de oro circulantes en Estados Unidos, las otras unidades decimales eran el centavo, los diez centavos (dime, en inglés), el dólar y el águila, valorizadas cada una como el múltiplo por diez de su antecesora. Así, un águila era equivalente a diez dólares, un dólar equivalente a diez dimes, y una dime equivalía a diez centavos. Cabe indicar que antes de 1933 el dólar estadounidense, así como la "dime", estaban basados en una cantidad determinada de plata, y que los centavos estaban basados en el cobre. 
El diseño del Águila se caracterizaba por tener siempre en el anverso una imagen del águila calva, símbolo de EE. UU., mientras en el anverso mantenía varias imágenes diferentes según el valor, como un perfil de cabeza femenina representando a la libertad o un perfil de un indio estadounidense con tocado de plumas.
A su vez, el Águila servía de unidad básica para las demás monedas de oro emitidas en EE. UU. por valor de cinco dólares (la "media águila" o half-eagle) y la de 2.50 dólares (el cuarto de águila o quarter-eagle). El Águila fue asimismo la unidad base para el Águila Doble (Double Eagle) por valor de 20 dólares y que fue la más valiosa moneda de oro emitida para circulación y medio de pago en Estados Unidos.

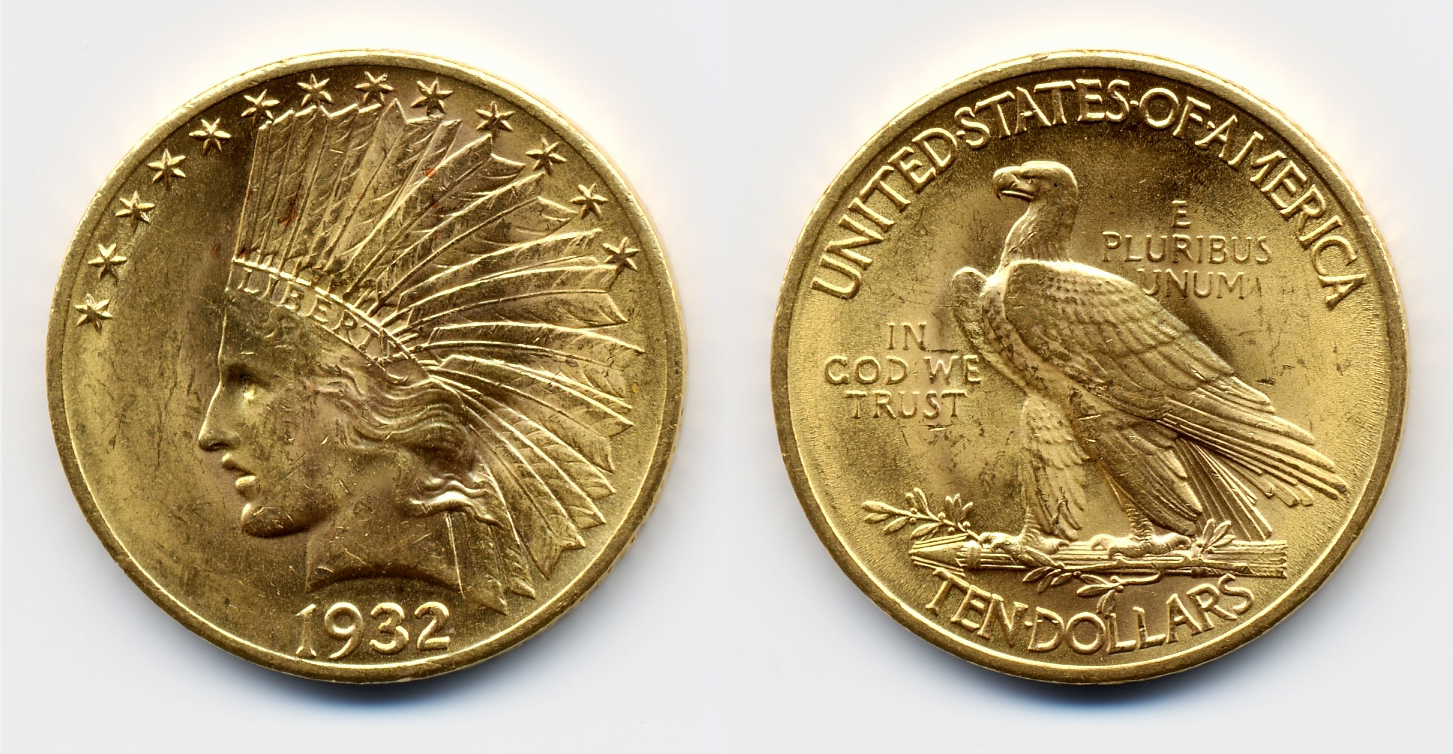
El Águila de 1932 diseñada por Augustus Saint-Gaudens

Originalmente, entre 1795 y 1833 el Águila fue emitido con una pureza de 22 quilates y un peso de 17.5 gramos, con un contenido de oro del 91.67% y el restante 8.33% de plata. Estas medidas fueron modificadas en 1834 cuando el gobierno estadounidense redujo el contenido de oro a 21.58 quilates, dejado como contenido de oro al 89.92% de la moneda. 
Luego en 1837 se modificó nuevamente la fineza del Águila colocándole un contenido de oro equivalente exactamente al 90% de la moneda manteniendo una aleación de cobre para el 10% restante, lo cual preservaba una pureza cercana a los 22 quilates. Estas características se mantuvieron desde 1837 hasta 1933.

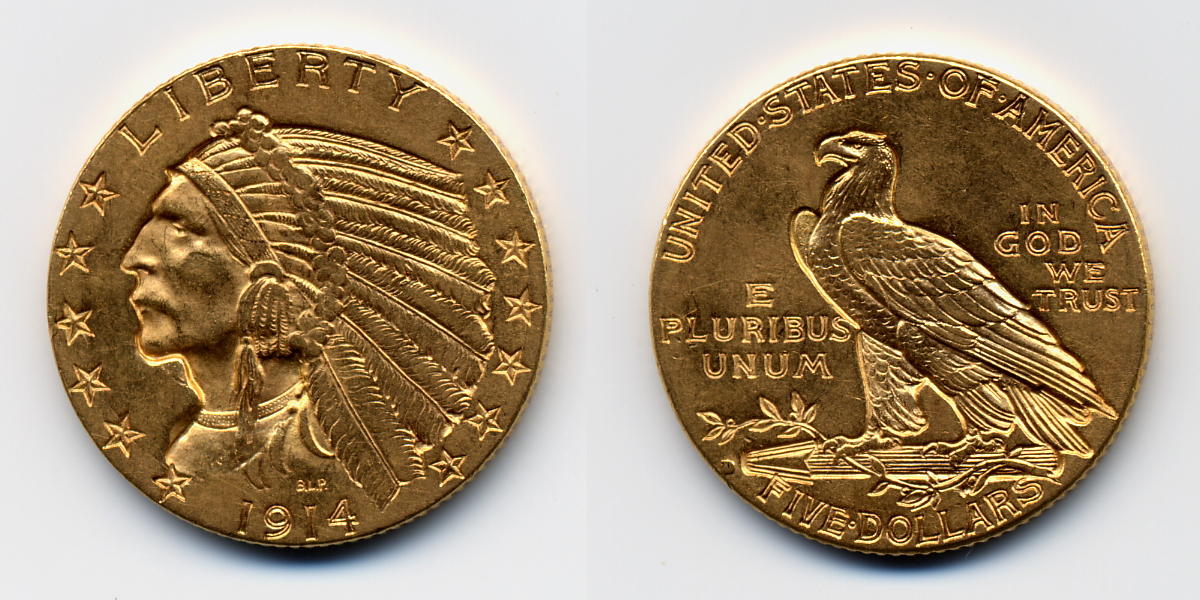
Moneda de oro estadounidense de cinco dólares: Media Águila de 1914.

Mediante la Executive Order 6102 del 5 de abril de 1933 el gobierno federal prohibió la circulación de monedas de oro como medio de pago en territorio estadounidense, impidiendo también su posesión y almacenamiento por particulares, por lo cual el Águila dejó de emitirse en ese mismo año. 
No obstante, desde 1982 Estados Unidos ha vuelto a emitir monedas conmemorativas de oro, con el mismo valor facial de diez dólares del Águila y su misma pureza y peso previa a 1933, destinadas a la numismática o a inversionistas. En 1986, el gobierno de EE. UU. autorizó finalmente la emisión del "American Gold Eagle" como moneda de oro para uso conmemorativo y numismático, con valor facial de 5, 10, 25, o 50 dólares.